# エリック・カンデル

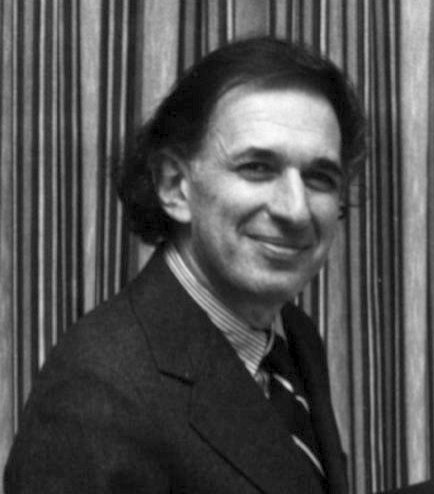
エリック・カンデル(1978)

エリック・リチャード・カンデル（Eric Richard Kandel, 1929年11月7日 - ）はオーストリア出身、アメリカ国籍の神経科学者。2000年に神経系の情報伝達に関する発見の功績によりノーベル生理学・医学賞を受賞した。コロンビア大学生化学教授（1974年～現在）。アメフラシのニューロンに関係する実験を行い、CREB分子のブロックにより長期記憶の形成に関連する一連のイベントが起きない事実を発見した。還元主義者としても知られる。

## 経歴
アシュケナジムとしてウィーンに生まれる。1938年ホロコーストに遭う。1939年アメリカ合衆国に移住。ハーバード大学に進み精神分析医を目指すも、海馬に関係した失敗手術（海馬を吸い出すという失敗だったのだがこれで海馬の機能が分かった）を知り、脳の生理学的研究へと進む。ウッズホール海洋生物学研究所の在籍者の一人。
1980年代エリザベス・ロフタスが登場し、そういった神経メカニズムがないことを抑圧説の否定の根拠にし、精神分析学を追い込む。彼女はさらに抑圧された記憶（性的虐待等の抑圧されたトラウマ記憶）を引き出そうとすることは実際には「思い出された嘘」に過ぎないと指摘し、彼女は実験を行ってそれが可能であることを証明した。しかし、これに対しカンデルは実際に抑圧を可能にする神経メカニズムも存在することを実験で証明し、ジークムント・フロイトの概念を神経学が補完できる可能性を示した。
また、彼の行った一連の実験は現在様々な意味で話題を振りまいている。こういった記憶の操作に関する実験により開発され始めた記憶強化薬や忘れ薬といったものは、倫理的問題があるのではないかと議論の的になっている。特に忘れ薬は軍事・犯罪・政治的な利用が考えられるため、慎重な開発が求められている。

## 著作
代表的な著作として、日本では徳島文理大学大学院の薬学研究科でラリー・R・スクワイアとの共著書『Memory: From Mind to Molecules』が教材として用いられたことがきっかけとなって、一般向けに発売できないかという話になり、2013年に講談社より第2版の日本語訳である『記憶のしくみ』が上下巻に分けてブルーバックス新書として発行された。
『カンデル神経科学（Principles of Neural Science）』（金澤一郎・宮下保司日本語版監修　岡野栄之監訳、メディカル・サイエンス・インターナショナル、2014年）は神経科学の代表的なテキストとして知られる。

### その他の著作
- 「芸術・無意識・脳 精神の深淵へ：世紀末ウィーンから現代まで」」大岩ゆり 翻訳、須田年生 監修、九夏社 2017年
- 「なぜ脳はアートがわかるのか 現代美術史から学ぶ脳科学入門」高橋洋 翻訳、青土社 2019年
- 「脳科学で解く心の病 うつ病・認知症・依存症から芸術と創造性まで」大岩ゆり 翻訳、須田年生 監修、築地書館 2024年

## 受賞歴
- 1981年：カール・スペンサー・ラシュレー賞
- 1983年：アルバート・ラスカー基礎医学研究賞、ディクソン賞医学部門、ローゼンスティール賞
- 1987年：ガードナー国際賞
- 1988年：アメリカ国家科学賞
- 1992年：ウォーレン賞
- 1993年：ハーヴェイ賞
- 1997年：ラルフ・W・ジェラルド賞
- 1999年：ウルフ賞医学部門
- 2000年：ハイネケン賞、ノーベル生理学・医学賞
- 2006年：ベンジャミン・フランクリン・メダル
- 上記以外にも多数受賞。

またカヴリ賞神経科学部門の選考委員でもある。